# Talagamulya
Talagamulya is een bestuurslaag in het regentschap Karawang van de provincie West-Java, Indonesië. Talagamulya telt 3133 inwoners (volkstelling 2010).